# Арчибальд, Эдит
Эдит Джесси Арчибальд (1854—1936) — канадская суфражистка и писательница, руководившая Союзом христианских трезвенниц (WCTU), Национальным советом женщин Канады и Местным советом женщин Галифакса. За её социальную активность король Георг V назвал её «Дамой благодати». В 1997 году правительство Канады присвоило ей статус человека национального исторического значения.

## Ранние годы
Эдит Джесси Арчибальд родилась в Сент-Джонс Ньюфаундленд в семье Кэтрин Элизабет (Ричардсон) Арчибальд и сэра Эдварда Мортимера Арчибальда. Она жила в известной семье, которая была связана государственной службы. Часть своего образования она получила в Лондоне и Нью-Йорке, где её отец был генеральным консулом Великобритании.
В 20 лет она вышла замуж за своего троюродного брата Чарльза А. Арчибальда, горного инженера, который владел шахтой Gowrie в Cow Bay, Новая Шотландия. В 1893 году он продал шахту и занял должность президента и директора Банка Новой Шотландии в Галифаксе. У них было четверо детей — Сьюзан Джорджина (известная как Джорджи), Томас, Чарльз и Эдвард — и жили в особняке «Сивью» в Порт-Морьене до переезда в Галифакс.

## Женский христианский союз воздержания
Арчибальд стала сотрудничать с WCTU в 1880-х годах и с 1892 по 1896 год была морским суперинтендантом Департамента общественных собраний, который поощрял общественные мероприятия в домах членов в качестве метода организации мероприятий по воздержанию и просвещению женщин. Восторженная пользой встреч в салонах, она опросила 54 местных профсоюза, чтобы узнать их мнение насчёт данных встреч, опубликовала циркулярное письмо в национальной газете WCTU, а также распечатала его в виде буклета. Арчибальд понимала, что для достижения национальных целей организации необходимы действия на местном уровне. Она даже возглавила облавы трёх незаконных салонов в Cow Bay.

## Другая общественная активность

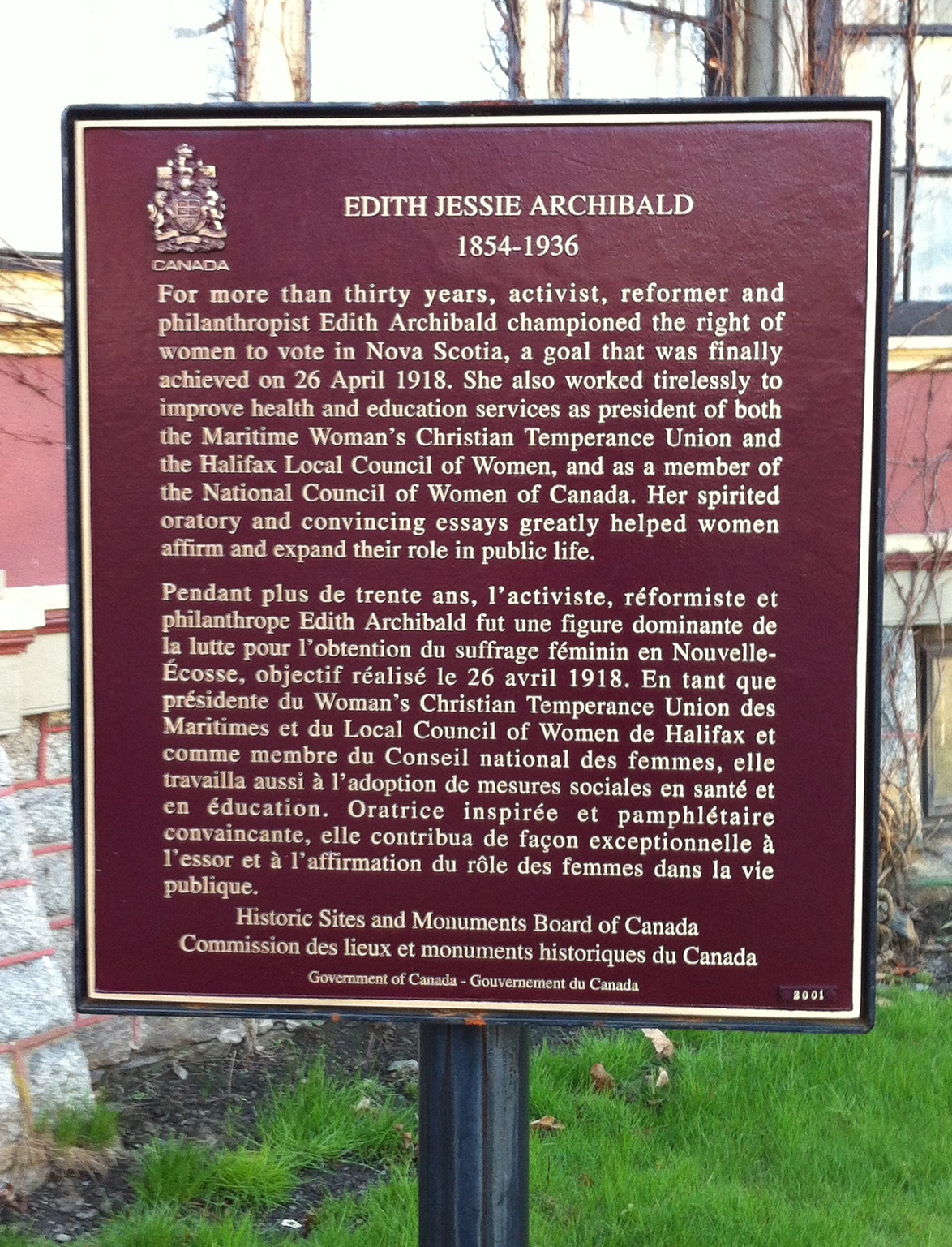
Мемориальная доска Эдит Арчибальд, собственность дома Джорджа Райта, Галифакс, Новая Шотландия

Она была лидером Национального совета женщин Канады и Викторианского ордена медсестер (VON). С 1896 по 1906 год она была президентом местного совета женщин Галифакса и с 1897 по 1901 год президентом Halifax VON. Она принимала активное участие в строительстве детской больницы в Галифаксе и впоследствии стала директором больницы.
В 1914 году она занимала пост вице-президента Красного Креста Новой Шотландии. Ей было поручено руководить отделом, который курировал канадских военнопленных за границей. Она была рекомендована Иерусалимским Орденом в честь её работы во время Первой мировой войны.
Арчибальд десятилетиями боролась за права женщин голосовать и в 1917 году возглавила женскую делегацию, чтобы убедить премьер-министра Новой Шотландии Джорджа Генри Мюррея не отклонять законопроект об избирательном праве. Законодательный орган наконец предоставил это право в 1918 году.
Арчибальд был также основателем и первым президентом Женского музыкального клуба Галифакса и директором Колледжа искусства и дизайна Новой Шотландии.

## Писательство
Позже она писала рассказы, пьесы и статьи, а также была автором нескольких книг. Одна из её книг, «Рассказы на ночь для моих внуков» (1910), была частно изданными мемуарами, вызванными смертью её дочери Джорджи в 1909 году. Арчибальд написал мемуары, чтобы дети Джорджи знали какое было у неё детство.
В 1924 году она опубликовала биографию своего отца под названием «Жизнь и письма сэра Эдварда Мортимера Арчибальда, K.C.M.G., C.B ..». Она также написала «Знак: Повесть об острове Кейп-Бретон», который зародился как пьеса в середине 1920-х годов, а затем стал романом, опубликованным в 1930 году. История происходит после Гражданской войны в США и касается подвигов Ангуса МакРори. В рецензии на книгу London Morning Post заявила, что это произведение молодого многообещающего писателя, не зная, того, что автору в то время было за семьдесят.
Другие книги включают «Бродячие песни для счастливых и грустных дней» (1894) и «Гуфшати и Херриаман: миссионерская история» (без даты).